# Sven Olsson i Åsen
Sven Amandus Olsson (i riksdagen kallad Olsson i Åsen), född 27 augusti 1861 i Högås socken, död där 23 september 1944, var en svensk lantbrukare och politiker (liberal). 
Sven Olsson, som från en bondesläkt, var lantbrukare i Åsen i Högås, där han också var kommunalstämmans ordförande 1913–1944. Han var riksdagsledamot i andra kammaren 1912–1914 för Göteborgs och Bohus läns norra valkrets och tillhörde i riksdagen Liberala samlingspartiet. Han var bland annat ledamot i andra kammarens fjärde tillfälliga utskott 1912–1914 och verkade i riksdagen bland annat för förändrade regler om brännvinsbeskattning.